# Serapias cordigera
Serapias cordigera L., 1753 è una pianta appartenente alla famiglia delle Orchidacee.
L'epiteto specifico deriva dal latino cor=cuore e gerere=portare, con riferimento alla morfologia cuoriforme dell'epichilo del labello.

## Descrizione

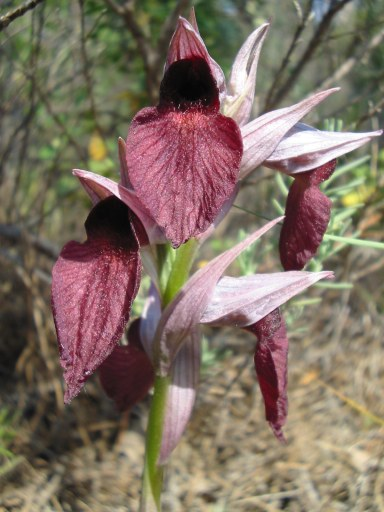
Dettaglio del fiore

È una pianta erbacea geofita bulbosa, con fusto alto 20–50 cm, verde alla base, soffuso di rosso alla sommità.

L'apparato radicale è costituito da 2, in rari casi 3, rizotuberi.

Le foglie, lineari o lanceolate, sono di colore verde con striature violacee. Le brattee sono argentee con venature porporine.

I fiori, da 5 a 10, rosso-brunastri, sono raggruppati in una infiorescenza densa.
I sepali e i petali sono uniti a formare un casco che avvolge quasi interamente la base del labello; questo è bipartito in un ipochilo quasi interamente ricoperto dal casco tepalico, dotato di due callosità basali lucide, purpureo-nerastre, divergenti, ed un epichilo largo (19–32 mm x 12–23 mm), cuoriforme, rivolto verso il basso, con parte centrale densamente pelosa.
Il ginostemio è purpureo, i pollinii giallo-verdastri.
Fiorisce da aprile a giugno.

## Biologia
Come la maggior parte delle specie di Serapias si riproduce per impollinazione entomofila grazie all'opera degli insetti pronubi cui offre riparo all'interno del casco tepalico.

## Distribuzione e habitat
Ha un areale atlantico-mediterraneo, che si estende dalla penisola iberica e dal nord Africa sino alla Turchia.
In Italia si trova soprattutto nelle aree costiere tirreniche e sulle isole, rara sul versante adriatico, eccetto che in Puglia ove è abbastanza comune. Dubbia la presenza in Sicilia.
Predilige prati umidi, castagneti e querceti, sino a 1100 m di altitudine.

## Tassonomia

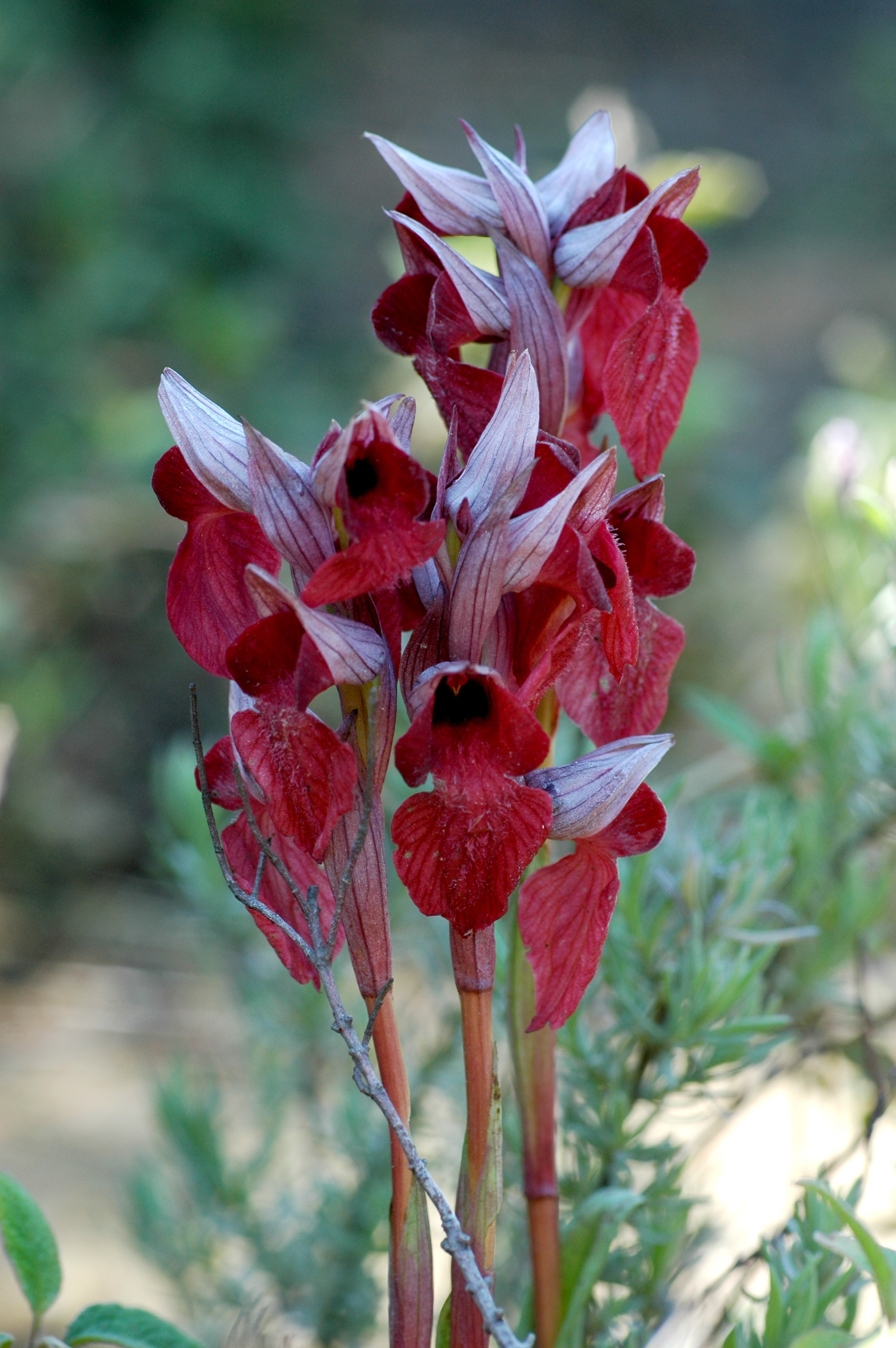
Serapias cordigera subsp. cossyrensis

La specie appartiene al gruppo Serapias vomeracea (sezione Bilamellaria).
Il numero cromosomico di Serapias cordigera è 2n=36.

### Sottospecie
Sono note le seguenti sottospecie:
- Serapias cordigera subsp. cordigera - sottospecie nominale
- Serapias cordigera subsp. azorica (Schltr.) Soó
- Serapias cordigera subsp. cossyrensis (B.Baumann & H.Baumann) Kreutz - endemismo di Pantelleria
- Serapias cordigera subsp. cretica B.Baumann & H.Baumann
- Serapias cordigera subsp. lucana R.Lorenz & V.A.Romano

### Ibridi
Serapias cordigera può dare vita ad ibridi con altre specie di Serapias tra cui:
- Serapias × ambigua Rouy ex E.G.Camus (1892) (S. cordigera × S. lingua)
- Serapias × godferyi A. Camus (1926) (S. cordigera × S.neglecta)
- Serapias × gennaioi A. Turco & P.Medagli (2011) (S. cordigera × Serapias orientalis apulica)
- Serapias × halacsyana Soó (1931) (S. cordigera × S. bergonii)
- Serapias × kelleri A.Camus (1926) (S. cordigera × S. vomeracea)
- Serapias × provincialis H. Baumann & Künkele, (1989) (S. cordigera × S. olbia)
- Serapias × rainei E.G. Camus (S. cordigera × S. parviflora)

È stato inoltre descritto un ibrido intergenerico con il genere Anacamptis:
- × Serapicamptis debeauxii (E.G.Camus) J.M.H.Shaw, 2005 (A. papilionacea × S. cordigera)

### Specie simili
Si differenzia da Serapias neglecta per la colorazione più scura del labello e per l'ipochilo quasi interamente ricoperto dal casco tepalico.